# Carlos Segundo Pachamé
Carlos Segundo Pachamé (La Plata, 3 giugno 2001) è un calciatore argentino, centrocampista del Beroe.

## Biografia
Anche suo padre Carlos è stato un calciatore, attuale coordinatore del vivaio dell'Estudiantes (BA).

## Carriera

### Club
Il 10 settembre 2023 viene acquistato a titolo definitivo dalla squadra bulgara del Beroe.

## Statistiche

### Presenze e reti nei club
Statistiche aggiornate al 23 novembre 2024.
| Stagione        | Squadra         | Campionato      | Campionato | Campionato | Coppe nazionali | Coppe nazionali | Coppe nazionali | Coppe continentali | Coppe continentali | Coppe continentali | Altre coppe | Altre coppe | Altre coppe | Totale | Totale |
| Stagione        | Squadra         | Comp            | Pres       | Reti       | Comp            | Pres            | Reti            | Comp               | Pres               | Reti               | Comp        | Pres        | Reti        | Pres   | Reti   |
| --------------- | --------------- | --------------- | ---------- | ---------- | --------------- | --------------- | --------------- | ------------------ | ------------------ | ------------------ | ----------- | ----------- | ----------- | ------ | ------ |
| 2023-2024       | Beroe           | PL              | 24         | 2          | CB              | 2               | 0               | -                  | -                  | -                  | -           | -           | -           | 26     | 2      |
| 2024-2025       | Beroe           | PL              | 14         | 0          | CB              | 1               | 0               | -                  | -                  | -                  | -           | -           | -           | 15     | 0      |
| Totale carriera | Totale carriera | Totale carriera | 38         | 2          |                 | 3               | 0               |                    | -                  | -                  |             | -           | -           | 41     | 2      |